# Nordhastedt
Nordhastedt er en by og kommune i det nordlige Tyskland, beliggende i Amt Kirchspielslandgemeinde Heider Umland i den centrale del af Kreis Dithmarschen. Kreis Dithmarschen ligger i den sydvestlige del af delstaten Slesvig-Holsten.

## Geografi
Kommunen er beliggende centralt i landkreisen, sydøst for Heide. Den ligger i det bakkede landskab Heide-Itzehoer Geest, hvor laveste punkt i moseområdet er 0,2 moh. og det højeste 67 moh. I kommunen ligger naturschutzgebietet Fieler Moor.
Motorvejen A23 og jernbanen Neumünster–Heide går gennem kommunen.
I kommunen ligger ud over Nordhastedt, landsbyerne Fiel, Osterwohld og Westerwohld samt bebyggelserne Lübschen, Nordhastedterfeld og Riese. Den ligger ved udkanten af Riesewohld, der er den største skov i Dithmarschen. I Westerwohld var der indtil 1840 et teglværk.

### Nabokommuner
Nabokommuner er (med uret fra nordvest) byen Heide og kommunerne Gaushorn, Schrum, Arkebek, Odderade og Sarzbüttel, byen Meldorf smt kommunen Hemmingstedt (alle i Kreis Dithmarschen).